# Mania Akbari
Mania Akbari (en persa: مانيا اکبری‎, nacida en 1974) es una cineasta, artista y escritora iraní cuyas obras tratan principalmente temas de identidad sexual, mujeres, matrimonio, aborto, infidelidad y lesbianismo. Su estilo, a diferencia de la larga tradición melodramática en el cine iraní, tiene sus raíces en las artes y estilos visuales modernos. Debido a los temas discutidos en sus películas y su oposición a la censura, es considerada una de los cineastas más controvertidas en Irán. Como actriz es conocida por su papel en Ten de Abbas Kiarostami. 

## Biografía
Akbari nació en 1974 en Teherán, Irán. Sus actividades artísticas, como pintora, comenzaron en 1991 al participar en varias exposiciones en Irán y el extranjero.
Más tarde fue expuesta al cine trabajando como cinematógrafa y asistente de dirección en documentales.
En 2002, Akbari y su hijo, Amin Maher, y su hermana, Roya Akbari participaron en el documental Ten de Abbas Kiarostami. Al año siguiente, dirigió su debut, un documental llamado Crystal. En 2004, escribió, actuó y dirigió su primer largometraje 20 Fingers, que ganó el premio a mejor película en la sección de Cine Digital del Festival de Cine de Venecia.
En 2007, fue diagnosticada con cáncer de mama. Su lucha con el cáncer, se convirtió en uno de los temas clave de sus películas y obras de arte.
De 2007 a 2010, trabajó en numerosas obras basadas en la fotografía que se presentaron en varias galerías de todo el mundo, mientras seguía haciendo documentales y películas de ficción hasta 2011, cuando durante la producción de su última película, De Teherán a Londres (originalmente titulada: Las mujeres no tienen senos), miembros de su equipo fueron arrestados por las autoridades iraníes por filmar sin permiso oficial. Asustada de también ser encarcelada, huyó de Teherán a Londres.
Desde su mudanza a Londres, varias retrospectivas internacionales de sus películas han llamado la atención sobre su cine, entre ellas, la del Festival Internacional de Cine de Oldenburg y el Danish Film Institute son las más notables.

## Carrera
Su primer largometraje, un estudio sobre el matrimonio e identidad sexual, fue 20 Fingers. Su película debut se proyectó en más de 40 festivales de cine de todo el mundo.
Entre los años 2004 y 2007 realizó 6 Video Arts titulados Self, Repression, Sin, Escape, Fear y Destruction, exhibidos en numerosos festivales de cine como el Festival de Cine de Locarno y en museos como el Tate Modern.
En 2007, fue diagnosticada con una forma agresiva de cáncer de mama y su película de ese mismo año, 10 + 4, explora la sensación de vivir "con vida y muerte". Akbari llama a su segundo largometraje como una secuela de Ten del director Kiarostami. Esta película fue exhibida en numerosos festivales como el Festival Internacional de Cine de San Sebastián y el Festival de Cine de Cannes en la Sección Ácida. Además, esta película se ha proyectado en muchos museos internacionales, como el Centro Georges Pompidou y el Museo de Bellas Artes de Boston.
En 2010, realizó un documental sobre la pena capital y la ejecución de Behnoud Shojaee, titulado 30 Minutes To 6. Aunque después de las controvertidas elecciones de 2009, las condiciones cinematográficas en Irán eran cada vez más cerradas y controladas, decidió hacer su tercer largometraje en Irán, titulado One. Two. One., que también se exhibió en numerosos festivales de cine de todo el mundo desde 2011. El mismo año, comenzó a trabajar en su próxima película, originalmente titulada Las mujeres no tienen senos. Durante la realización de esta, numerosos cineastas fueron arrestados en Irán, y dado que el límite de expresión dictado por el estado contradecía sus pensamientos y su verdadero yo, y la atmósfera prohibida la distanció de su modo de expresión, dejó Irán para viajar Londres, terminando la película en Reino Unido.
En 2014, realizó una película titulada "Life Maybe" con el cineasta británico Mark Cousins. Esta fue proyectada y nominada a mejor largometraje en muchos festivales de cine de todo el mundo, como el Festival Internacional de Cine de Karlovy Vary y el Festival Internacional de Cine de Edimburgo.
La revista Little White Lies eligió su la película "One Two One" como una de las 100 grandes películas de directoras.

## Premios y distinciones
Festival Internacional de Cine de Venecia
| Año  | Categoría            | Película   | Resultado |
| ---- | -------------------- | ---------- | --------- |
| 2004 | Premo Digital Cinema | 20 Fingers | Ganador   |